# Bàsquet a cavall

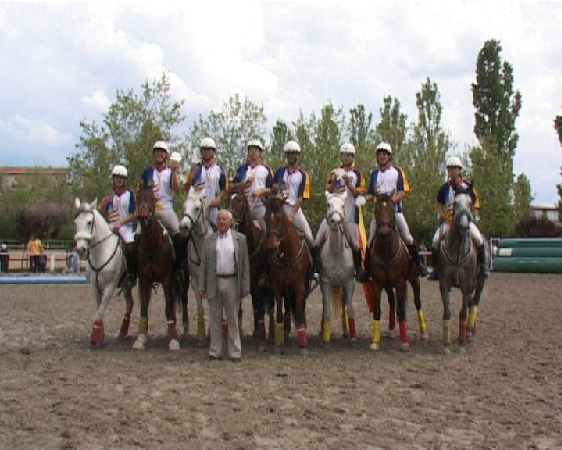
Selecció mixta catalana 2006-2007, Campiona d'Espanya

El bàsquet a cavall (originalment en anglès horseball) és un esport eqüestre d'equip. Enfronta dos equips formats per sis jugadors, amb els seus respectius cavalls o eugues. Dins del terreny de joc poden haver-hi únicament quatre jugadors per equip. L'objectiu del joc és fer el màxim de cistelles al camp de l'equip contrari, mitjançant una pilota de 65 centímetres de circumferència amb sis nanses de cuir.
L'any 2015 hi havia diverses categories d'edats: poussins sub-10 (8 a 10 anys), benjamins sub-12 (10 a 12 anys), cadets sub-14 (12 a 14 anys), sub-16 (15 a 16 anys), i sèniors. A Catalunya hi ha 4 categories de sèniors: una Primera Elite, una Femenina Sènior, una Segona Divisió Sènior, i una Tercera Sènior.

## Reglament[calcitació]

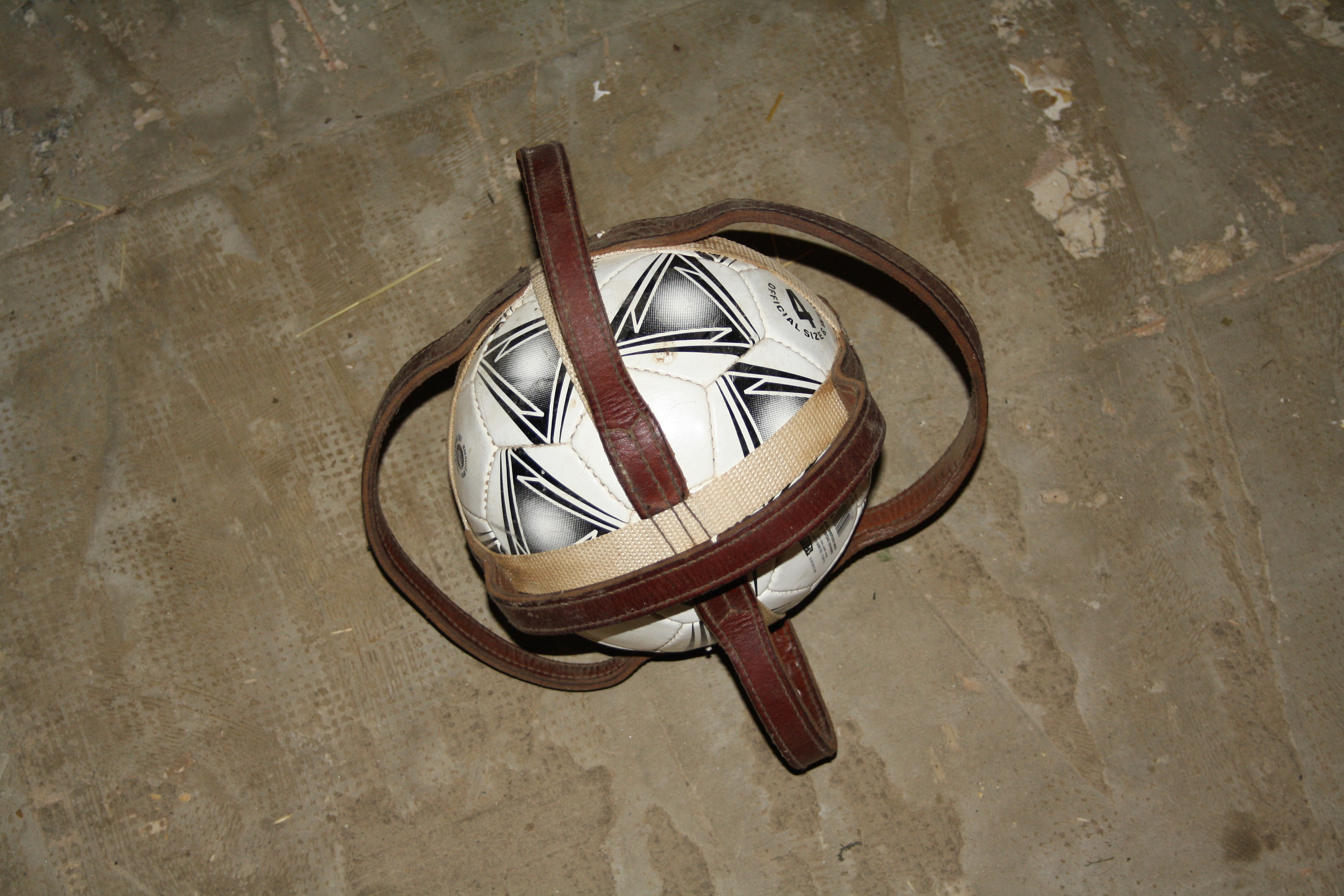
Pilota

Cada equip és format per sis genets i sis cavalls, malgrat que tan sols poden haver-hi quatre membres per equip dins del terreny de joc, podent-se efectuar tots els canvis que calguin mentre el joc estigui aturat.
L'objectiu del joc és fer el màxim de cistelles al camp de l'equip contrari mitjançant una pilota de 65 cm de circumferència amb sis nanses de cuir.
El terreny de joc és un rectangle de 60 a 75 metres de llargària i 20 a 30 metres d'amplada. A cada banda del fons del terreny de joc es troben les cistelles fetes per un cercle d'un metre de diàmetre situat a 3,50 metres d'alçada. La cistella es troba perpendicular a terra, al contrari que al bàsquet. De banda a banda del terreny de joc se situen uns tubs inflables anomenats budes que delimiten l'àrea de joc, i que els cavalls han de saltar per entrar i sortir del terreny de joc. Els cavalls porten proteccions a les quatre potes, i als cascs, una sella de muntar especial per aquest esport i una corretja de cuir anomenada recollidor. Aquesta corretja es lliga als estreps passant per sota la panxa del cavall, per possibilitar que els genets s'inclinin a angles de més de 45 graus per recollir la pilota del terra sense baixar del cavall, i de vegades fins i tot al trot i al galop.
Els genets porten una samarreta del seu equip amb el número de jugador al darrere, pantalons i botes altes de muntar, casc, genolleres i esperons.
Per tal de marcar un punt cal que des del moment en què la pilota es posa en joc es facin tres passades entre tres jugadors diferents del mateix equip. La pilota es pot posar en joc si es recull del terra, es llença una touche (com al rugbi) o es llença una penalització.
Cada partit és controlat per tres àrbitres: el principal que segueix les evolucions del joc a prop i a cavall, un àrbitre de cadira i un tercer àrbitre que controla el temps: 10 minuts a rellotge corregut per cada una de les dues parts. Els entrenadors poden demanar un minut de temps mort per a cada part.

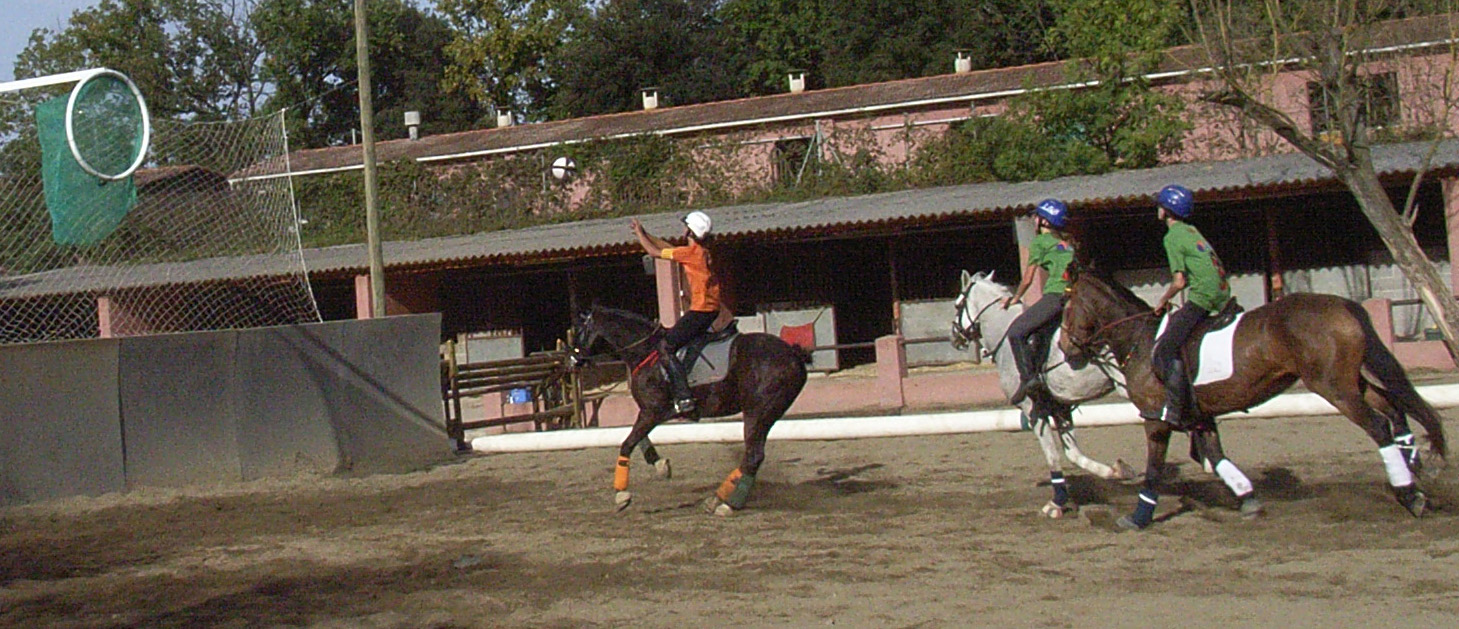
Atac en solitari amb persecució

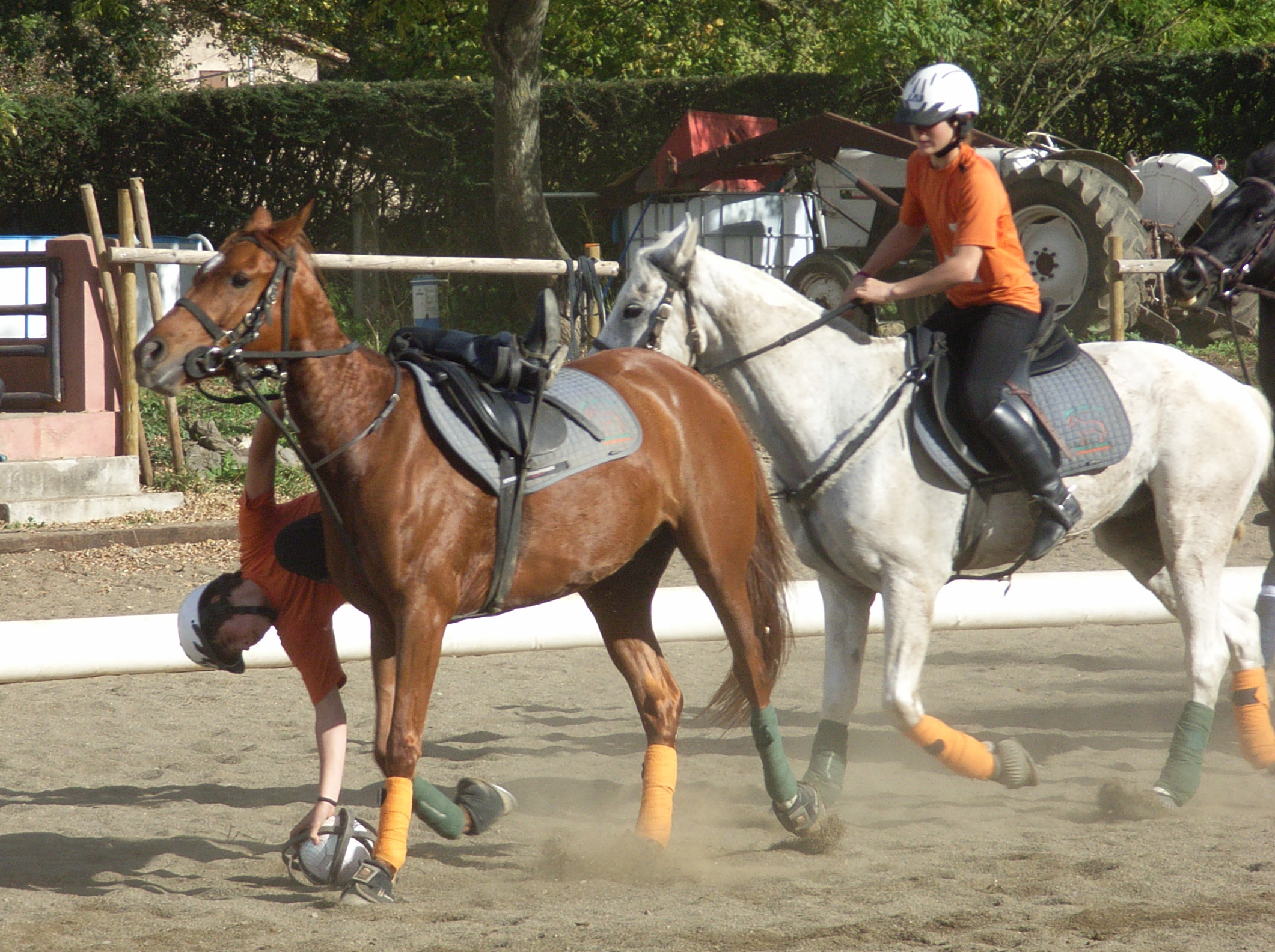
Recollida de la pilota i detall del recollidor

## Història
Aquest esport té l'origen en l'antic joc argentí del pato, esport de tradició nacional, el qual va arribar a França als anys trenta del segle xx. Va ser el capità Clave, a França, qui va crear les regles del bàsquet a cavall. A la dècada de 1970, la Federació Francesa d'Equitació va acceptar aquest esport que es va popularitzar a les regions de la Provença i la Vall del Loira. L'any 1979 va tenir lloc el primer campionat de França, i la primera copa d'Europa el 1992.
També podem trobar relació d'aquest esport amb l'origen de l'antic joc afganès del buzkashi, on com a pilota es feia servir una pell de cabra sense cap; o altres jocs similars d'una zona més àmplia com l'Uzbekistan, d'on sembla el lloc originari del buzkashi, o a les estepes de l'Àsia central que utilitzen també una pell de cabra.

### Història a Catalunya[calcitació]
A Catalunya el bàsquet a cavall es remunta a l'any 1997, quan dos pioners d'aquesta disciplina eqüestre, Jordi Serra i Jordi Traveria, van establir els primers contactes al Salon du Cheval de Tolosa de Llenguadoc i a l'Ecumat de Madrid.
El joc en equip i l'emoció del resultat són circumstàncies que van engrescar –i segueixen engrescant als infants i joves– a practicar esports eqüestres amb pilota. Són aquestes qüestions les que van propiciar que en Traveria i en Serra comencessin per caminis diferents la pràctica del bàsquet a cavall a Catalunya, i curiosament sense conèixer-se mútuament fins al cap d'uns mesos. L'any 1999 els dos pioners, Traveria i Serra, participen com a membres de la selecció espanyola al campionat d'Europa celebrat a Wells, Àustria.
Al llarg d'un any els equips dels Diables de Masies de Roda i les Alforges de Banyoles van dur a terme exhibicions a diversos fòrums eqüestres de tot Catalunya. Al llarg de l'any 2000 van formar-se dos nous equips: Can Vivet de Centelles i Tots a cavall de Gavà, i donant pas a la primera lliga catalana de Horseball.
A la segona lliga catalana celebrada el 2001-2002 es van incorporar els equips de Can Tramp, Horseball Osona, Olot, Mas Falgas de Mieres. Celebrant-se quatre partits per jornada, tots de la categoria sènior. Aquesta temporada va ser la primera lliga d'esport base on van jugar una única categoria infantil amb equips d'Alforges, Can Vivet, Can Tramp, Centre Doma Osona, i Aiguamolls.
A la temporada 2002-2003 es desdoblen les edats. S'estableix categoria sènior a partir de 16 anys, juvenils a partir de 14 i cadets a partir de 8 anys.
En categoria sènior continuen Can Tramp, Alforges, Vivet, Diables, CH Osona, Olot; i van desaparèixer Gava i Mieres. Pel que fa a la categoria Juvenils : Can Tramp, Alforges, Can Vivet, Diables, Aiguamolls. I en cadets: Alforges, Diables, Aiguamolls i la Crinera.
A la temporada 2003-2004 ja surten 4 categories; sènior, juvenil cadets, i poussins. A categoria sènior hi participen equips d'Alforges, Diables, Can Vivet, Olot i Puigsagordi. A juvenil: Alforges (2 equips, A i B), Aiguamolls, Can Tramp, Can Vivet, Diables, les Estunes i Puigsagordi. A cadets Can Tramp, Aiguamolls, Alforges, la Crinera, Can Vivet, Diables. La categoria poussins va iniciar-se amb jugadors d'Aiguamolls, Alforges, Diables i Can Tramp.
A la temporada 2004-2005 apareixen les 6 categories actuals, primera divisió, segona divisió, juvenils, cadets, benjamins i poussins. Equips:
- 1a categoria: Alforges, Can Tramp, Puigsagordi, Can Vivet, Centre Doma Osona i Olot.
- 2a categoria: Can Tramp, Alforges, Can Vivet, Puigsagordi, El Serrat, Centre Doma Osona.
- Juvenil: Alforges, Estunes, Can Vivet, Centre Doma Osona.
- Cadets: Aiguamolls, Can Tramp, la Crinera, Centre Doma Osona, Puigsagordi, Can Vivet, El Serrat, Alforges, Olot.
- Benjamins: Puigsagordi, Estunes i la Crinera.
- Poussins, Aiguamolls, Alforges, Can Tramp, Crinera, el Serrat.

A la temporada següent 2005-2006 els equips de cada categoria són: 
- 1a categoria: Alforges, Centre Doma Osona, CEEC, ESCAE, Puigsagordi, Can Vivet
- 2a categoria: Estunes, Centre Doma Osona, Alforges, el Serrat, ESCAE
- Juvenil: Alforges, Estunes, Club Horseball La Garrotxa (Olot), Serrat, Can Vivet, Centre Doma Osona
- Cadets: lliga gironina : Alforges, Estunes, Olot, Aiguamolls, la Crinera; i lliga barcelonina: ESCAE, Puigsagordi, CEEC, Can Vivet i El Serrat. Es disputa una final d'anada i tornada entre els primers de Barcelona i Girona.
- Benjamins: Alforges, la Crinera, ESCAE i les Estunes.
- Poussins: Can Tramp, Aiguamolls, el Serrat, ESCAE i Els Retrotats (Begues).

## Història de les seleccions catalanes[calcitació]
Classificacions de les seleccions catalanes al Campionat d'Espanya:
- 2000 Madrid (Hípica las Lomas, Boadilla del Monte). Madrid, Catalunya, Galícia, Navarra.
- 2001 Añezcar (Navarra). Galícia, Catalunya, Aragó, Madrid, Navarra.
- 2002 Bayona (Galícia). Galícia, Catalunya, Navarra, Madrid
- 2003 Banyoles (Catalunya). Catalunya, Galícia, Madrid, Navarra, Andalusia, Aragó
- 2004 Baza (Granada). Catalunya, Galícia, Navarra, Madrid, Andalusia.
- 2005 Zaragoza (Aragón). Catalunya, Galícia, Navarra, Madrid, Aragó, Andalusia, Castella la Manxa.
- 2006 Madrid 
  - Selecció Mixta: Catalunya, Galícia, Navarra, Aragó, Madrid, Castella i Lleó.
  - Selecció Femenina: Catalunya, Galícia, Castella i Lleó, Madrid.
- 2007 Añezcar (Navarra)
  - Selecció Mixta: 1a Catalunya, 2a Navarra, 3a Castella i Lleó, 4a Aragó, 5a Madrid

Classificacions de les seleccions catalanes a torneigs internacionals:
- Maig 2002, Salon equiatlantique Niort (França) (Sèniors) : 1r Potiers, 2n Nousette, 3r Catalunya, 4t Madrid
- Maig 2003, Salon equiatlantique Niort (França) (Sèniors): Nousette, Potiers, Catalunya, Creisi-Boys, Can Vivet
- Juny 2003, Sant Georges d'Orques. Seleccions de Horseball-base
  - cadets/juvenils, (entrenador jordi Serra) 1r Catalunya, Italia, Llenguadoc-Rosselló
  - mínims/cadets: (entrenador J.Traveria) 1r Llenguadoc-Rosselló, Catalunya, Roine-Alpes
  - Benjamins; (Pep Vivet) Roine-Alpes, Itàlia, Catalunya
  - Possins: (Miquel Julia) Catalunya, Llenguadoc-Rosselló, Migdia-Pirineus
- 15 agost 2003 Tournoi du mediterranee a St Maries de la Mer (Sèniors)
- Juny 2004 Sant George d'Orques:
  - Minimes (traveria) Catalunya,
  - Benjamins (traveria) Catalunya
  - Poussins (traveria) Catalunya
- 15 juliol 2004 final elite France A, Sta Maries de la Mer:
  - Cadets (jordi Serra) Catalunya, Bellegarde, Fourniers, la Pantaiade.
- 15 agost Tournoi du mediterranee (Sèniors)
- Juny 2005 Torneig internacional Sant George Orques
  - Cadets (jordi serra) Catalunya, Fourniers, Llenguadoc-Rosselló
  - Minimes (J Traveria) Catalunya, Llenguadoc-Rosselló, Italia
  - Benjamins (Pep Vivet) Llenguadoc-Rosselló, Catalunya, Bellegarde
  - Poussins: (Esther Alguero i Miquelet Julià) Catalunya, Fourniers, Portugal.
  - 15 agost 2005 Tournoi international mediteranee (Sèniors) : Bordeus, Itàlia, Alforges, Bellegarde, Bèlgica, Aramond-Gard, Galvaux, la Pantallade, ESCAE.

## Història de les seleccions espanyoles[calcitació]

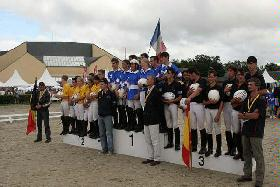
Pòdium del millors juvenils (sub-16) d'Europa 2005-2006

L'any 2006, la selecció espanyola juvenil, formada per jugadors catalans es classifica tercera d'Europa a Saumur (França). Els set integrants catalans foren: Josep Salvatella (Alforges-Banyoles)(Capità), Adrià Crous (Alforges-Banyoles), Didac Macias (Alforges-Banyoles, Marià Clavell (C.H. La Garrotxa, Olot), Guillem Puigvert (Alforges-Banyoles), Albert Molera (Estunes-Banyoles), Gil Carbonés (CEEC Can Tramp, Cardedeu). L'entrenador fou Jordi Serra.
Classificació final: 1r França, 2n Bèlgica, 3r Espanya, 4t Itàlia, 5è Regne Unit, 6è Portugal, 7è Alemanya.
Classificacions de les seleccions espanyoles al Campionat d'Europa sènior mixt:
- 1998 Verona (Itàlia) Cap integrant català Espanya 7a posició
- 1999: Wells (Àustria) Jordi Traveria i J Serra a la selecció espanyola. 1r França, 2n Portugal, 3r Àustria, 4t Bèlgica, 5è Alemanya, 6è Itàlia, 7è Anglaterra, 8è Espanya
- 2000 Visvaden (Alemanya) cap integrant català a la selecció. Espanya va quedar 7a
- 2001 París (França) Jordi Serra (capità) i Guillem Taña a la selecció espanyola. (1r França, 2n Bèlgica, 3r Itàlia, 4t Àustria, 5è Alemanya, 6è Espanya, 7è Regne Unit 8è Portugal
- 2002 Beja (Portugal) Jordi Serra a la selecció espanyola. França, Bèlgica, Portugal, Regne Unit, Itàlia, Espanya, Alemanya i Àustria
- 2003 No es va disputar
- 2004 Reguenzos de Monzaras (Portugal) 3 catalans Jordi Serra (capità), Guillem Taña i Miquelet Julià. 1r França, 2n Portugal, 3r Bèlgica, 4t Espanya, Itàlia, Regne Unit, Alemanya, Àustria.
- 2005 Vermezzo (Itàlia) 4 catalans Jordi Serra (capità), Guillem Tañà, Miquelet Julià i Pau Crous. 1r França, Bèlgica, Espanya, Regne Unit, Portugal, Àustria, Alemanya. Itàlia.

Classificacions de les seleccions espanyoles al Campionat d'Europa femení:
- 2003- Verona (Itàlia) No participà la selecció espanyola.
- 2004: Saintes (França) 6 integrants catalanes Yolanda Ramos (capitana) Esther Alguero, Marta Musachs, Marta Gomez, Patricia. França, Alemanya, Regne Unit, Bèlgica, Itàlia, Espanya.
- 2005: Vermezzo (Itàlia) 3 integrants catalanes; Esther Alguero (capitana) Yolanda Ramos, Marta Mussacs. França, Alemanya, Regne Unit, Itàlia, Portugal, Espanya i Bèlgica.